# Gauville-la-Campagne
Gauville-la-Campagne – miejscowość i gmina we Francji, w regionie Normandia, w departamencie Eure.
Według danych na rok 1990 gminę zamieszkiwały 544 osoby, a gęstość zaludnienia wynosiła 88 osób/km² (wśród 1421 gmin Górnej Normandii Gauville-la-Campagne plasuje się na 425. miejscu pod względem liczby ludności, natomiast pod względem powierzchni na miejscu 596).